# Natalia Fiedorczuk
Natalia Fiedorczuk-Cieślak (ur. 6 maja 1984 w Augustowie) – polska piosenkarka, instrumentalistka, autorka piosenek i pisarka, autorka książek dla dzieci. Od 2006 prowadzi działalność solową pod nazwą Nathalie and The Loners. Od 2008 roku jest wokalistką i autorką tekstów grupy Happy Pills. 

## Działalność muzyczna
Od 2011 jest częścią projektu ..^. (znanego również pod nazwą PTKCSS) Macieja Cieślaka. Sekstet (który występuje również w mniejszych składach) wykonuje awangardowy folk, który w zamierzeniu ma wymykać się kanonom, szablonom i strukturom muzyki zachodniej i nawiązywać do muzyki współczesnej. Poza Fiedorczuk w ..^. występują wokalistki Ola Bilińska (Babadag) i Małgorzata Penkalla (Enchanted Hunters); poza Cieślakiem na gitarach grają Adam Byczkowski (Kyst, Pictorial Candi) i Miron Grzegorkiewicz (How How). 
Od 2012 roku występuje z zespołem Urlatori e Łobuzzi, gdzie śpiewa, gra na gitarze basowej i instrumentach klawiszowych. Grupa ta powstała z inicjatywy gitarzysty Bartłomieja Tycińskiego (Mitch & Mitch, Paristetris, Starzy Singers) i wykonuje covery włoskich przebojów lat 60. XX wieku (w repertuarze znajdują się utwory m.in. Adriano Celentano, Drupiego i Miny Mazzini). W zespole występują także Michał „Bunio” Skrok (wokal, bas i klawisze; D4D) oraz Jerzy Rogiewicz (perkusja; Levity, Profesjonalizm).

## Działalność pozamuzyczna
We wrześniu 2012 ukazał się album Wynajęcie (wyd. Fundacja Bęc Zmiana, Narodowe Centrum Kultury) – zawierający fotografie autorstwa Natalii Fiodorczuk dokumentujące proces poszukiwania mieszkania w Warszawie i wielkomiejską kulturę wynajmowania. Zdjęciom towarzyszą felietony socjologów: Rafała Drozdowskiego, Marka Krajewskiego, Filipa Schmidta i Marty Skowrońskiej. 

## Działalność literacka
W listopadzie 2016 Wydawnictwo Wielka Litera opublikowało jej powieść Jak pokochać centra handlowe, nagrodzoną później Paszportem „Polityki” za 2016 rok w kategorii literatura. Za tę samą powieść w roku 2017 została nominowana do Nagrody Literackiej im. Witolda Gombrowicza. W czerwcu 2017 roku miała miejsce premiera spektaklu Teatru Polskiego w Bydgoszczy Workplace, na podstawie tekstu jej autorstwa. W listopadzie 2017 roku wydana została książka Delfin w malinach, będąca zbiorem felietonów ukazujących się w „Dwutygodniku”, zawierająca tekst Fiedorczuk zatytułowany „Biegiem przez Mazowsze”. W maju 2018 r. ukazała się jej druga powieść pt. Ulga. Również w 2018 r. wydawnictwo Egmont Polska wydało jej książkę pt. Koronkowa parasolka z Gdyni. We wrześniu 2019 r. odbyła się premiera jej spektaklu M2, w reżyserii Darii Kopiec (Nowy Teatr im. Witkacego w Słupsku). W tym samym roku nakładem Polskiego Wydawnictwa Muzycznego ukazała się książka Serce musi tańczyć. Jest także autorką libretta spektaklu dyplomowego studentów Akademii Teatralnej w Warszawie, Hymny (reż. Anna Smolar, premiera 6 marca 2020, Teatr Collegium Nobilium). W 2021 roku wydała powieść Odmieniec, będącą biografią Bolesława Biegasa, jest też współautorką wydanego w tym samym roku przez wydawnictwo Zielona Sowa zbioru opowiadań pt. Silna. Jest współautorką (wraz z Anną Smolar) libretta spektaklu Halka, będącego reinterpretacją opery Stanisława Moniuszki (premiera 16.06.2021 w Narodowym Starym Teatrze im. Heleny Modrzejewskiej w Krakowie). We wrześniu 2022 r. wydała powieść kryminalną "Porodzina". 
Na stałe współpracuje też jako autorka i redaktorka merytoryczna z wydawnictwa Natuli – dzieci są ważne, nakładem którego ukazały się następujące jej książki napisane wraz z Alicją Dyrdą: 
- Rosół (2020)[15];
- Smok (2020)[16];
- Łobuz (2021)[17].

## Dyskografia

### Nathalie and The Loners
- Go, Dare (9 listopada 2009)
- On Being Sane (In Insane Places) (12 listopada 2012)

### Zpl.otkami
- pl.otki (2007)

### Z Orchid
- Driving with a hand brake on (2009)[18]

### ZHappy Pills
- Retrosexual (2010)
- Happy Pills EP (2015)

### Gościnnie
- Dodekafonia (2010), Strachy na Lachy
- Summerends (2010), Sublim
- Dying in Time (2009), Port-Royal
- Cieślak i Księżniczki (2010), Cieślak i Księżniczki (akustyczny projekt Macieja Cieślaka z zespołu Ścianka)
- Songs That Make Sense (2012), Werk